# DuPont
E. I. du Pont de Nemours and Company almindeligvis kaldet DuPont er en amerikansk industrikemivirksomhed. DuPont var i 2009 verdens niendestørste kemi-virksomhed målt på omsætning og den tredjestørste målt på markedsværdi. Virksomheden blev grundlagt i juli 1802 som en krudtfabrik af Eleuthère Irénée du Pont. Aktierne i selskabet udgør en del af Dow Jones Industrial Average.
I 1900-tallet udviklede DuPont mange forskellige polymerer såsom Vespel, neopren, nylon, Corian, Teflon, Mylar, Kevlar, Zemdrain, M5 fiber, Nomex, Tyvek, Sorona og Lycra. DuPont udviklede Freon (chlorfluorcarbon) til køleindustrien og senere mere miljøvenlige kølemidler. Der blev også udviklet syntetiske farver og maling inklusiv ChromaFlair.
DuPonts varemærkede brands bliver ofte til degenererede mærker. For eksempel var det oprindeligt meningen, at neopren skulle være et varemærke, men det blev hurtigt et almindeligt navn.
DuPont fusionerede 31. august 2017 med Dow Chemical Company til DowDuPont.

## Historie

### Begyndelsen
DuPont blev grundlagt i juli 1802 af Eleuthère Irénée du Pont, som benyttede fransk kapital og maskineri. Virksomheden begyndte i Eleutherian Mills ved Brandywine Creek, nær Wilmington to år efter, at hans familie flygtede fra den Franske Revolution. Der blev påbegyndt en produktion af krudt, eftersom du Pont konstaterede, at den nordamerikanske krudtindustri haltede efter den europæiske. Virksomheden voksede hurtigt, og i midten af 1800-tallet var det blevet den største leverandør af krudt til USA's militær. DuPont leverede halvdelen af Union Armys forbrug under den amerikanske borgerkrig. Eleutherian Mills blev i 1966 erklæret for et nationalhistorisk landemærke og fungerer i dag som museum.

### Væsentlige gennembrud
I 1920'erne fortsatte arbejdet med materialeteknologi, og i 1928 blev Wallace Carothers hyret til at arbejde med polymerer. Carothers udviklede neopren, det første syntetiske gummi, det første polyester superpolymer og i nylon i 1935. Nogle få år senere blev også teflon udviklet. DuPont introducerede phenothiazine som et insektmiddel i 1935.

### Anden verdenskrig 1941-1945
Gennem denne periode fortsatte DuPont som en væsentlig producent af krigsmateriel. Der blev produceret nylon til faldskærme, krudtsække, og dæk.

### Rumforskningsårerne 1950-1970
Efter krigen fortsatte DuPont sit fokus på udvikling af nye materialer. Det blev til Mylar, Dacron, Orlon og Lycra i 1950'erne og Tyvek, Nomex, Qiana, Corfam og Corian i 1960'erne. DuPonts materialer var væsentlige for Apollo-programmets succes.
DuPont har været nøglevirksomheden bag udviklingen af moderne krops-sikkerhedsbeskyttelse. Gennem Anden Verdenskrig blev DuPonts splintsikre nylon benyttet af Storbritanniens Royal Air Force til splintveste. Med udviklingen af Kevlar i 1960'erne begyndte DuPont at undersøge, om den kunne modstå et affyret projektil. Denne forskning førte til udviklingen af den skudsikre vest, som er blevet standardudstyr hos militær og politi i den industrialiserede verden.

### Conoco-besiddelserne 1981-1995
I 1981 opkøbte DuPont Conoco, et stor amerikansk olie- og gasselskab, hvilket sikrede adgangen til tilstrækkeligt med råolie til produktionen af virksomhedens fiber- og plasticprodukter. Det skete efter en budkrig med giganten Seagram, som blev DuPont største aktionær. Den 6. april 1995 bekendtgjorde DuPont en plan for, hvordan alle Seagrams aktier skulle købes tilbage.
I 1999 solgte DuPont alle sine aktier i Conoco, og Conoco blev sammenlagt med Phillips Petroleum Company og blev til ConocoPhillips i 2002.

## Samarbejde med IG Farben
DuPont samarbejdede siden 1919 tæt med den tyske kemivirksomhed IG Farben om bl.a. udvikling af giftgasser til aflivning af skadedyr. De udviklede giftgasser blev anvendt ikke alene til aflivning af dyr, men også til henrettelse af mennesker. IG Farben ejede en større aktiepost i Dupont, og Dupont ejede en større andel aktier i IG Farben. Samarbejdet mellem de to virksomheder vat tæt, og der blev udvekslet information om giftgassernes effektivitet til aflivning af mennesker. IG Farben udviklede bl.a. giftgassen Zyklon B, der blev anvendt i de tyske koncentrationslejre til massedrab på blandt andre jøder. Det er ikke i dag præcist klarlagt, hvor meget DuPont kendte til Nazitysklands brug af Zyklon B i koncentrationslejrene, men det er generelt antaget, at der grundet det meget tætte samarbejde må anses for helt usandsynligt, at DuPont var uvidende om den omfattende brug af Zyklon B til aflivning af mennesker. Samarbejdet mellem DuPont og IG Farben fortsatte også efter, at Hitler i 1941 erklærede krig mod USA.

## Nuværende aktiviteter
DuPont beskriver sig selv som en global vidensvirksomhed med mere end 60.000 ansatte på verdensplan og en forskelligartet produktportefølge.
DuPonts forretningsområder er organiseret i følgende fem kategorier: Electronic and Communication Technologies, Performance Materials, Coatings and Color Technologies, Safety and Protection og Agriculture and Nutrition.
I 2004 solgte virksomheden sin tekstilforretning, inklusive nogle af sine bedst kendte mærker såsom Lycra (Spandex), Dacronpolyester, Orlonacrylic, Antronnylon og Thermolite til Koch Industries. DuPont producerer også Surlyn, som bruges til overfladen på golfbolde.
Anno 2011 er DuPont verdens største producent af titandioxid, primært i form af hvidt pigment til brug i papirindustrien.
Den 9. januar 2011 bekendtgjorde DuPont, at virksomheden havde indgået aftale om køb af danske Danisco for US$ 6,3 milliarder. Den 16. maj 2011 erklærede DuPont, at overtagelsen var succesfuld, og at Danisco ville blive afnoteret på børsen.

### Lokaliteter
Virksomhedens med hovedsæde i Wilmington, Delaware har afdelinger er spredt over hele verden. Væsentlige produktionsanlæg inkluderer Spruance plant nær Richmond, Virginia (virksomhedens største fabrik), Mobile Manufacturing Center(MMC) i Axis, Alabama, Bayport plant nær Houston, Texas, Mechelen Belgien og Changshu i Kina. Andre lokaliteter inkluderer Yerkes Plant på Niagara River i Tonawanda, New York, Sabine River Works Plant i Orange, Texas og Parlin Site i Sayreville, New Jersey. Hyderabad i Indien – Du Pont Servicecenter og Du Pont videnscenter.
DuPont har forskning- og udviklingsafdelinger i Kina, Japan, Taiwan, Indien, Tyskland og Schweiz. Der investeres i gennemsnit årligt omkring $ 1,3 milliarder i forskning og udvikling.